# Troxhammar GK
Troxhammar GK är en golfklubb på Färingsö i Ekerö kommun.

## Historik
- 1988. Anders Blomkvist, tredje generationen jordbrukare på Troxhammar, bildade Troxhammar Golf AB och anlade en drivingrange på sina marker. Företaget var fött och skulle växa till ett bolag med en golfanläggning och en klubb.
- 1989 Klubben bildades och de första 9-hålen blev spelklara i februari i form av en enkel korthålsbana.
- 1991 Den 7 mars blev klubben associerad medlem i Svenska Golfförbundet och är därmed en "riktig" golfklubb. Under sommaren genomförs en emission vilket ger bolaget 563 aktieägare. Bolaget köper all mark, 110 ha, vilket är den mark som omfattas av detaljplanen för anläggningen.
- 1992 genomförs ytterligare en emission som ger 14 aktiemedlemmar, men banbygget avbryts av ekonomiska skäl när 10 hål står färdiga för sådd.
- 1993 i augusti stod dock 10 hål spelklara (som nu ingår i vad vi kallar "stora banan") efter ytterligare en emission som endast gav några få nya aktieägare, och en mycket stor insats av ideellt arbete av medlemmarna i klubben. Invigningen skedde den 21 augusti kl 11 då ordförande Percy Torell slog det första slaget.
- 1995 blev Troxhammar GK fullvärdig medlem i SGF och Riksidrottsförbundet. Byggnationen av de nya hålen fortskred och man förde upp ett nytt klubbhus på önskelistan.
- 1996 utökades banan med 8 nya hål till en full 18-hålsbana. Invigningen skedde den 1 juni. Redan från början insåg de flesta att banan skulle bli mycket intressant och utmanande. Inte mindre än 18 vatten passeras under en full rond och de som lyckas undvika dessa har ett stort antal bunkrar att ta hänsyn till.
- 2001 Den 11 augusti invigs ytterligare 9-hål och Troxhammar Golfklubb har härmed 27 hål. I dag kan klubben räknas in bland de 10 bästa i Stockholm.
- 2009 9-hålsbanan utökas med tre hål och blir landets första slopade, handicapgrundande 12-hålsbana. Banan öppnas för spel den 9 april. Den 1 maj invigs 12-hålsbanan officiellt och Troxhammar Golfklubb har härmed 30 hål.

Numera ligger också en restaurang och golfshop i klubbhuset.
- 2015 Byggnation av träningsstudio.
- 2016 Troxhammar Golf AB förvärvar Mälarö Golf AB i december. I och med detta kan man erbjuda alla medlemmar spel på Mälarö GK och Troxhammar GK med 57 hål (18+18+12+9) samt två korthålsbanor (5hål + 6hål).